# Der Kastanienmann
Der Kastanienmann (Originaltitel: Kastanjemanden) ist eine dänische Krimiserie des Video-on-Demand-Anbieters Netflix. Die Serie basiert auf dem gleichnamigen Roman von Søren Sveistrup und wurde am 29. September 2021 auf Netflix veröffentlicht. Die Idee zu dieser Serie stammt von Dorte Warnøe Hagh, David Sandreuter und Mikkel Serup. Die Hauptrollen spielen Danica Curcic und Mikkel Boe Følsgaard.

## Handlung
Der Kastanienmann beginnt mit der Entdeckung der brutalen Ermordung einer kompletten Familie auf einem abgelegenen Bauernhof im Jahr 1987. Mehr als dreißig Jahre später wird auf einem Spielplatz in einem Vorort Kopenhagens die verstümmelte Leiche einer jungen Frau aufgefunden, der eine Hand abgetrennt wurde. Die ehrgeizige Nachwuchskommissarin Naia Thulin übernimmt zusammen mit ihrem neuen Kollegen Mark Hess den Fall. Am Tatort finden sie ein Kastanienmännchen, auf dem bald ein mysteriöses Beweisstück entdeckt wird – der Fingerabdruck von Kristine Hartung, der verschwundenen und mittlerweile für tot erklärten Tochter von Sozialministerin Rosa Hartung.

## Produktion und Veröffentlichung
Der Kastanienmann basiert auf dem gleichnamigen, vielfach ausgezeichneten Debütroman des dänischen Autors Søren Sveistrup, der zuvor die Drehbücher für Kommissarin Lund – Das Verbrechen (2007–2012) verfasste. Im Jahr 2018 veröffentlichte er mit Der Kastanienmann seinen ersten Roman, der bisher in 28 Sprachen übersetzt wurde. Am 19. August 2019 gab der Streamingdienst Netflix bekannt, dass der Roman als zweite dänische Originalserie adaptiert werde. Produziert wurde die Serie von der dänischen Produktionsfirma SAM Productions, die auch die Netflix-Serie Ragnarök umsetzte. Die aus sechs ca. 55-minütigen Episoden bestehende erste Staffel wurde am 29. September 2021 weltweit auf Netflix veröffentlicht.

## Besetzung und Synchronisation
Die deutsche Synchronisation entstand bei der Synchronfirma Iyuno Germany nach dem Dialogbuch und unter der Dialogregie von Holger Wittekindt.
| Rolle          | Schauspieler            | Synchronsprecher   |
| -------------- | ----------------------- | ------------------ |
| Naia Thulin    | Danica Curcic           | Susanne Geier      |
| Rosa Hartung   | Iben Dorner             | Dana Friedrich     |
| Mark Hess      | Mikkel Boe Følsgaard    | Jeremias Koschorz  |
| Steen Hartung  | Esben Dalgaard Andersen | Christian Intorp   |
| Le Thulin      | Liva Forsberg           | Saskia Glück       |
| Simon Genz     | David Dencik            | Jörg Pintsch       |
| Nylander       | Lars Ranthe             | Matthias Klages    |
| Gustav Hartung | Louis Næss-Schmidt      | Carlos Fanselow    |
| Nehru          | Ali Kazim               | Roland Wolf        |
| Abildgård      | Anders Nyborg           | Matthias Friedrich |
| Aksel          | Anders Hove             | Klaus Nietz        |

## Episodenliste
| Nr. | Deutscher Titel | Originaltitel | Regie          | Drehbuch                                                                                    |
| --- | --------------- | ------------- | -------------- | ------------------------------------------------------------------------------------------- |
| 1 | Folge 1         | Episode 1     | Kasper Barfoed | Dorte Warnøe Høgh, David Sanderuter, Søren Sveistrup, Christoffer Örnfelt, Elsebeth Nielsen |
| Im Jahr 1987 durchsucht der Polizist Marius Larsen den Hof der Familie Ørum, wo er fast alle Familienmitglieder tot auffindet. Nur Orums zwei Adoptivkinder, einen Jungen und ein Mädchen, findet er noch lebend vor. Im Keller des Hauses findet er einen heruntergekommenen Raum voller Kastanienmännchen vor, bevor er von einem unbekannten Täter ermordet wird. In der Gegenwart untersuchen die Ermittlerin Naia Thulin und der ehemalige Europol-Beamte Mark Hess in Kopenhagen den Mord an der Zahnarzthelferin Laura Kjær; am Tatort wurde neben der Leiche eine kleine Kastanienfigur hinterlassen. Die Sozialministerin Rosa Hartung kehrt knapp ein Jahr nach dem Verschwinden ihrer Tochter Kristine ins Amt zurück. Thulins Chef, Nylander, bittet die beiden Ermittler, Beweise gegen Kjærs Verlobten Hans Henrik Hauge zu sammeln, und sie entdecken Kristines Fingerabdrücke auf der Kastanienfigur. Thulin und Hess erfahren, dass Kristine Kastanienfiguren an der Straße verkauft hat. |                 |               |                |                                                                                             |
| 2 | Folge 2         | Episode 2     | Kasper Barfoed | Dorte Warnøe Høgh, David Sanderuter, Søren Sveistrup, Christoffer Örnfelt                   |
| Hess beschließt, den abgeschlossenen Fall von Kristine Hartung neu aufzurollen und holt schließlich Thulin und Kriminaltechniker Genz mit ins Boot. Rosa Hartung spricht mit dem Oppositionsführer Gert Bukke über den bevorstehenden Staatshaushalt und eine Aufstockung der Mittel für den sozialen Bereich. Sie wird im Fernsehen interviewt, wirbt für die neue Sozialpolitik und kann Bukke schließlich überzeugen. Thulin verhört Kristines mutmaßlichen Mörder Linus Bekker, der sich zwar an den Mord erinnern kann, sich aber weigert zu sagen, wo die Leiche versteckt wurde. Die Polizei nimmt Erik Sejer-Lassen fest, nachdem eine Sprachnachricht von seinem Telefon an Laura Kjærs Telefon gesendet wurde. Seine Frau Anne wird vom Mörder angegriffen und kurz vor Eintreffen der Polizei in den Wald gejagt. Anne wird mit abgetrennten Händen kopfüber hängend im Wald tot aufgefunden. Auf Hartungs Dienstwagen schreibt ein Unbekannter in roter Farbe das Wort „Mörder“, woraufhin die Ministerin sich bereit erklärt, mit Personenschutz versehen zu werden. Nylander informiert die Hartungs widerwillig über Kristines Fingerabdrücke, teilt ihnen aber mit, dass es keine Beweise dafür gibt, dass das Mädchen noch am Leben ist. Hess und Thulin besuchen erneut die Wohnung der Kjærs und Hess entdeckt mysteriöse Zeichnungen, die ihr Sohn Magnus hinterlassen hat. Hess begibt sich in den Keller, wo er von einem unbekannten Angreifer angegriffen und eingesperrt wird. Der Angreifer entpuppt sich als Hans Henrik Hauge, den Thulin dazu zwingt, Hess zu befreien, und zu verhaften versucht. Hauge gelingt es jedoch zu entkommen. |                 |               |                |                                                                                             |
| 3 | Folge 3         | Episode 3     | Kasper Barfoed | Dorte Warnøe Høgh, David Sanderuter, Søren Sveistrup, Christoffer Örnfelt                   |
| Thulin und Hess erholen sich von Hauges Angriff und die Polizei schaut in seinen Computer, wo sie Aufnahmen von ihm entdecken, in denen er Magnus belästigt. Trotz Rosas Einwänden beschließt ihr Ehemann Steen Hartung, Kristines Fall wieder aufzugreifen. Er gibt ein Live-Interview im Fernsehen und äußert die Hoffnung, dass Kristine noch am Leben sein könnte. Thulin und Hess konfrontieren Erik Sejer-Lassen mit Beweisen für den Missbrauch seiner Töchter. Thulin und Hess erfahren, dass die Jugendämter anonyme Anzeigen gegen Kjær und Sejer-Larsen erhalten haben und schließen daraus, dass das nächste Opfer Jessie Kvium sein könnte, gegen die eine ähnliche Anzeige vorliegt. Sie starten eine Operation, um den Mörder auf frischer Tat zu ertappen. Stattdessen nehmen sie Nikolaj Møller fest, einen Elternteil aus der Schule von Kviums Tochter, mit dem Kvium zuvor auf dem Parkplatz Sex hatte. Møller gibt an, dass er mit Videos erpresst wurde, die vermutlich vom Mörder stammen. Während Kvium in einem Unterschlupf bewacht wird, wird der letzte Wachmann durch einen ausgelösten Autoalarm abgelenkt und Kvium folgt ihm aus dem Haus. Als Thulin, Hess, Nylander und die übrigen Einheiten am Unterschlupf eintreffen, ist Kvium bereits tot, an einem Baum aufgehängt, wobei beide Hände und ein Fuß fehlen. |                 |               |                |                                                                                             |
| 4 | Folge 4         | Episode 4     | Mikkel Serup   | Dorte Warnøe Høgh, David Sanderuter, Søren Sveistrup, Christoffer Örnfelt                   |
| Hess sieht sich altes Videomaterial vom Verschwinden von Kristine Hartung an, auf denen er ein weiteres Kastanienmännchen entdeckt. Rosa Hartung ändert ihre Haltung gegenüber Steen und beginnt zu glauben, dass Kristine noch am Leben sein könnte. Thulin und Hess befragen Linus Bekker erneut, nachdem die Aufnahmen vom Verschwinden des Mädchens zeigen, dass er in der Menschenmenge steht, obwohl Linus selbst behauptet, er habe Kristines Leiche zu diesem Zeitpunkt entsorgt. Bekkers Behauptungen in den Fall verwickelt zu sein, erweisen sich als unhaltbar, aber er macht deutlich, dass er weiß, wer der Mörder ist, weigert sich jedoch, es den Ermittlern zu sagen. Nylander erlaubt Thulin und Hess, Rosa Hartung zu verhören, und sie bitten sie um alte Fälle von Inobhutnahme, mit denen sie während ihrer Amtszeit zu tun hatte. Die Ministerin erinnert sich an die Krankenschwester Benedikte Skans, der die Sozialbehörden ein Kind wegnahmen, das anschließend im Krankenhaus starb. Es stellt sich heraus, dass Skans und Hartungs Fahrer Jacob Rasouli Gustav Hartung aus Rache entführt haben. Ihr Wagen wird schließlich gefunden, aber Skans und Rasouli sind bereits tot, während Gustav noch am Leben ist. Hess bezweifelt, dass Skans Rasouli getötet und sich dann selbst die Kehle durchgeschnitten hat. Thulin durchsucht Skans’ Wohnung in der verlassenen Werkstatt und entdeckt im Kühlschrank die abgetrennten Gliedmaßen der Opfer. |                 |               |                |                                                                                             |
| 5 | Folge 5         | Episode 5     | Mikkel Serup   | Dorte Warnøe Høgh, David Sanderuter, Søren Sveistrup, Christoffer Örnfelt                   |
| Im Jahr 1985 erfährt die junge Rosa von ihren Pflegeeltern, dass sie Toke und Astrid Bering, die Zwillinge, mit denen sie gespielt und Kastanienmännchen gemacht hat, adoptieren wollen. In der Gegenwart bereiten sich Thulin und Hess auf ihren jeweiligen neuen Arbeitsplatz vor. Hess erhält Tatortfotos aus dem Haus der Familie Ørum und verschiebt seinen Flug nach Bukarest. Stattdessen begibt er sich auf die Insel Møn, um mit dem damals zuständigen Ermittler John Brink zu sprechen. Er zeigt ihm das Archivmaterial vom Tatort und Hess findet heraus, dass die Bering-Zwillinge auf dem Bauernhof auf Møn lebten, seitdem die vorherige Pflegefamilie, die Familie Petersen, auf Drängen von Rosa doch nicht bereit war, sie zu adoptieren. Hartung wird von der Ministerpräsidentin für drei Monate beurlaubt und entdeckt später in ihrem Haus mehrere Kastanienmännchen. Sie erhält eine SMS-Nachricht vom Mörder, der sich mit ihr verabredet, um ihr mitzuteilen, wo ihre Tochter ist. Thulin und Genz untersuchen die verschiedenen Kastaniensorten, die an den früheren Tatorten zurückgelassen wurden, und kommen zu dem Schluss, dass sich zwei Kastanien vom ersten unterscheiden. Hess und Brink besuchen Brinks Schwester, in deren Haus Hess ein altes Schulfoto der Bering-Zwillinge entdeckt. Zu seiner Überraschung stellt er fest, dass Genz in Wirklichkeit Toke Bering ist. |                 |               |                |                                                                                             |
| 6 | Folge 6         | Episode 6     | Mikkel Serup   | Dorte Warnøe Høgh, David Sanderuter, Søren Sveistrup, Christoffer Örnfelt                   |
| Thulin und Genz kommen auf einem verlassenen Bauernhof an, wo Thulin belastende Beweise für den Mörder findet. Genz gesteht, dass er der Mörder ist und überwältigt sie schnell, bevor sie ihn verhaften kann. Nylander durchsucht die Wohnung von Genz und findet ein Foto des Mädchens neben einem Kastanienbaum sowie ein Video aus einem Haus mit deutschen Zeitungen auf dem Tisch. Später in der Nacht kommt Hartung auf dem Hof an und Genz lässt sie am Tisch mit einer gefesselten Thulin Kastanienmännchen basteln. Hartung will Kristine sehen, doch Genz weigert sich und sticht ihr mit einem Schraubenzieher in die Hand, bevor er auch sie überwältigt. Hess macht den Hof ausfindig und erreicht diesen, als Genz beginnt, der gefesselten Rosa Hartung mit einer Säge die Hand abzuschneiden, sodass er dies unterbricht. Genz greift Hess an und verprügelt ihn. Dann übergießt der Mörder das Haus mit Benzin und zündet es an. Thulin entkommt aus dem Haus, aber Genz erwischt sie und schlägt sie nieder. Hess befreit Hartung und entkommt mit ihr in letzter Sekunde aus dem brennenden Haus. Genz fährt mit Thulin in einem Auto weg, sie werden aber von Hess angehalten. Genz will Hess überfahren, aber Thulin fängt das Lenkrad ab und das Auto prallt gegen einen Baum. Genz wird aus dem Fahrzeug geschleudert und von einem Ast tödlich verwundet. Die Polizei spürt Genz’ Zwillingsschwester Astrid auf, die sich in Deutschland aufhält. Gemeinsam mit der deutschen Polizei verhaften sie Astrid als Komplizin und finden Kristine lebend und unverletzt vor.                                                                      |                 |               |                |                                                                                             |
| Alle sechs Episoden wurden am 29. September 2021 weltweit auf Netflix veröffentlicht. |                 |               |                |                                                                                             |

## Rezeption
Die erste Staffel von Der Kastanienmann erhielt weltweit sehr gute Kritiken. Auf der Website Rotten Tomatoes hält die erste Staffel derzeit eine Bewertung von 100 Prozent, basierend auf 7 englischsprachigen Kritiken und einer Durchschnittswertung von 9 von 10 Punkten.
Auch in Deutschland war die Resonanz positiv. Auf film-rezensionen.de vergab Oliver Armknecht 7 von 10 möglichen Punkten und urteilte: „Der Ablauf der Thrillerserie ist ganz klassisch, aber atmosphärisch umgesetzt. Die stimmungsvollen Schauplätze, die düsteren Geheimnisse und die Verbindung aus Unschuld und Abgrund halten Fans düsterer Geschichten bei Laune.“ Die Kritiker der Fernsehzeitschrift TV Spielfilm konstatierten: „Trotz hanebüchenem Finale ein spannender Nordic Noir“. Das Lexikon des internationalen Films urteilte: „Die dänische Krimi-Serie betritt […] kein Neuland, bleibt aber durchgängig spannend, auch wenn die gesellschaftspolitischen Motive um moderne Mutter- und Familienkonstellationen dabei der allzu kausalen Logik der Ermittlungen unterworfen bleiben.“
Gianluca Wallisch der österreichischen Tageszeitung Der Standard schrieb zu der Netflix-Serie: „spannendes Drehbuch rund um ein ziemlich dysfunktionales Ermittlerduo, viele Twists, allerfeinste handwerkliche Arbeit bei Kamera und Regie, gelungenes Casting, solides Schauspiel. Wollen wir trotz des überraschend banalen Finales eine zweite Staffel? Ja bitte!“